# Melampyrum trichocalycinum
Melampyrum trichocalycinum är en snyltrotsväxtart som beskrevs av Vandas. Melampyrum trichocalycinum ingår i släktet kovaller, och familjen snyltrotsväxter. Inga underarter finns listade i Catalogue of Life.